# Lista di bandiere nazionali
Il seguente è un elenco delle bandiere nazionali degli Stati indipendenti, inclusi gli Stati non riconosciuti dalla comunità internazionale ma indipendenti de facto. Di questi ultimi è indicato fra parentesi lo Stato che rivendica la sovranità sul rispettivo territorio.

## A
| Abcasia (Georgia) | Afghanistan | Albania           | Algeria        |
| Andorra           | Angola      | Antigua e Barbuda | Arabia Saudita |
| Argentina         | Armenia     | Australia         | Austria        |
| Azerbaigian       |             |                   |                |

## B
| Bahamas      | Bahrein  | Bangladesh | Barbados             |
| Belgio       | Belize   | Benin      | Bhutan               |
| Bielorussia  | Birmania | Bolivia    | Bosnia ed Erzegovina |
| Botswana     | Brasile  | Brunei     | Bulgaria             |
| Burkina Faso | Burundi  |            |                      |

## C
| Cambogia               | Camerun        | Canada     | Capo Verde     |
| Ciad                   | Cile           | Cina       | Cipro          |
| Cipro del Nord (Cipro) | Colombia       | Comore     | Corea del Nord |
| Corea del Sud          | Costa d'Avorio | Costa Rica | Croazia        |
| Cuba                   |                |            |                |

## D
| Danimarca | Dominica |  |  |

## E
| Ecuador | Egitto  | El Salvador | Emirati Arabi Uniti |  |
| Eritrea | Estonia | eSwatini    | Etiopia             |  |

## F
| Figi | Filippine | Finlandia | Francia |

## G
| Gabon     | Gambia        | Georgia            | Germania  |
| Ghana     | Giamaica      | Giappone           | Gibuti    |
| Giordania | Grecia        | Grenada            | Guatemala |
| Guinea    | Guinea-Bissau | Guinea Equatoriale | Guyana    |

## H
| Haiti | Honduras |  |  |

## I
| India   | Indonesia | Iran           | Iraq           |
| Irlanda | Islanda   | Isole Marshall | Isole Salomone |
| Israele | Italia    |                |                |

## K
| Kazakistan      | Kenya  | Kirghizistan | Kiribati |
| Kosovo (Serbia) | Kuwait |              |          |

## L
| Laos        | Lesotho | Lettonia      | Libano   |
| Liberia     | Libia   | Liechtenstein | Lituania |
| Lussemburgo |         |               |          |

## M
| Macedonia del Nord   | Madagascar | Malawi     | Malaysia  |
| Maldive              | Mali       | Malta      | Marocco   |
| Mauritania           | Mauritius  | Messico    | Moldavia  |
| Principato di Monaco | Mongolia   | Montenegro | Mozambico |

## N
| Namibia | Nauru   | Nepal    | Nicaragua     |
| Niger   | Nigeria | Norvegia | Nuova Zelanda |

## O
| Oman | Ossezia del Sud (Georgia) |  |  |

## P
| Paesi Bassi | Pakistan           | Palau    | Palestina |
| Panama      | Papua Nuova Guinea | Paraguay | Perù      |
| Polonia     | Portogallo         |          |           |

## Q
| Qatar |

## R
| Regno Unito                      | Repubblica Ceca       | Repubblica Centrafricana | Repubblica del Congo |
| Repubblica Democratica del Congo | Repubblica Dominicana | Romania                  | Ruanda               |
| Russia                           |                       |                          |                      |

## S
| Repubblica Democratica Araba dei Sahrawi (Marocco) | Saint Kitts e Nevis | Saint Vincent e Grenadine | Samoa                        |  |
| San Marino                                         | Santa Lucia         | São Tomé e Príncipe       | Senegal                      |  |
| Serbia                                             | Seychelles          | Sierra Leone              | Singapore                    |  |
| Siria                                              | Slovacchia          | Slovenia                  | Somalia                      |  |
| Somaliland (Somalia)                               | Spagna              | Sri Lanka                 | Stati Federati di Micronesia |  |
| Stati Uniti d'America                              | Sudafrica           | Sudan                     | Sudan del Sud                |  |
| Suriname                                           | Svezia              | Svizzera                  |                              |  |

## T
| Tagikistan        | Taiwan (Cina) | Tanzania | Thailandia              |
| Timor Est         | Togo          | Tonga    | Transnistria (Moldavia) |
| Trinidad e Tobago | Tunisia       | Turchia  | Turkmenistan            |
| Tuvalu            |               |          |                         |

## U
| Ucraina    | Uganda | Ungheria | Uruguay |
| Uzbekistan |        |          |         |

## V
| Vanuatu | Città del Vaticano | Venezuela | Vietnam |

## Y
| Yemen |

## Z
| Zambia | Zimbabwe |  |  |